# Премьер-министр Казахстана
Премьер-Министр Республики Казахстан (каз. Қазақстан Республикасының Премьер-Министрі), в соответствии со статьёй 67 Конституции Республики Казахстан является главой исполнительной власти, руководит Правительством, и определяет основные направления его деятельности.
Действующая конституция была принята на прошедшем 30 августа 1995 года референдуме и в последующем неоднократно изменялась (последний раз в 2017 году), что затрагивало и ключевые положения раздела V, посвящённого функционированию правительства страны.
Конституция определяет пост премьер-министра как руководителя исполнительной власти (правительства), руководящего системой исполнительных органов, который в целом несёт ответственность перед президентом республики, а также перед мажилисом парламента и парламентом Казахстана. Премьер-министр:
- организует и руководит деятельностью правительства и несёт персональную ответственность за его работу;
- подписывает постановления правительства;
- докладывает президенту об основных направлениях деятельности правительства и всех его важнейших решениях;
- осуществляет другие функции, связанные с организацией и руководством деятельностью правительства;
- издаёт распоряжения, имеющие обязательную силу на территории республики.

При этом члены правительства обладают самостоятельностью в принятии решений в пределах своей компетенции и несут единоличную ответственность перед премьер-министром за работу подчинённых им государственных органов. Правительство слагает свои полномочия перед вновь избранным президентом республики Казахстан. Премьер-министр перед вновь избранным мажилисом парламента ставит вопрос о доверии правительству; в случае выражения мажилисом доверия правительство продолжает исполнять свои обязанности, в случае выражения недоверия правительство заявляет президенту республики о своей отставке. Парламент может вынести вотум недоверия правительству по своей инициативе, при этом правительство также обязано заявить о своей отставке президенту. В обоих случаях вопрос о принятии или непринятии отставки рассматривается президентом в десятидневный срок. Президент республики вправе по своей инициативе принять решение о прекращении полномочий правительства и освободить от должности любого его члена. Увольнение премьер-министра означает прекращение полномочий всего правительства.